# Cautious Clay
Cautious Clay (Clevelândia, 30 de janeiro de 1993) é um cantor, compositor, multi-instrumentista e produtor musical norte-americano.